# Ammisaduqa
Ammi-Saduqa (sau Ammisaduqa, Ammizaduga) a fost un rege (cca. 1582 ? - 1562 î.Hr. ?) din cadrul primei Dinastii Babiloniene. Cei  21 ani de domnie au fost destul de liniștiți pentru regatul lui Ammi-Saduqa, fiind în primul rând angajat cu îmbogățirea și lărgirea templelor. A avut și alte câteva proiecte în construcții, cum ar fi construirea unui zid la gura râului Eufrat în cel de-al 11-lea an al domniei sale.
| Titluri regale          | Titluri regale                            | Titluri regale         |
| ----------------------- | ----------------------------------------- | ---------------------- |
| Predecesor: Ammi-Ditana | Rege al Babilonului 1582 î.Hr.-1562 î.Hr. | Succesor: Samsu-Ditana |